# Троа ОШ
Троа ОШ (на френски: Troyes AC) е френски футболен клуб от град Троа, департамент Об, Шампан-Ардени, североизточна Франция. Отборът е основан през 1986 г. и е наследник на предишните два отбора от град Троа АСТС (1900-1965) и ТОФ (1970-1979) и към момента играе в най-високото ниво на френския футбол - Лига 1. Клубът играе домакинските си мачове на „Стад дел Об“. Най-големия успех на отбора е през 2001, когато печели един от трите финала на Купа Интертото срещу Нюкасъл Юнайтед. Първият мач във Франция завършва 0-0, а втория 4-4 и Троа печели поради повече голове като гост. Отборът е познат и под името ЕСТОШ (ЕSTAC).

## Известни бивши играчи
- Марсел Артелеза
- Пиер Фламион
- Бафетимби Гомис
- Тони Хьортбис
- Патрис Локо
- Блез Матюиди
- Дамиан Перки
- Жером Ротен
- Мамаду Нианг
- Фабио Селестини
- Мохамед Браджа
- Мехди Манири
- Рафик Саифи
- Карим Зиани
- Джо Гатженс
- Илия Петкович
- Сладжан Джукич

## Български футболисти
- Филип Кръстев: 2021 (наем) - (2 мача - 0 гола)

## Постижения
- Купа Интертото
  - Победител (1): 2001
- Купа на Франция
  - Финалист (1): 1956
- Купа Гамбардела
  - Носител (1): 1956 / Финалист (1): 1957